# Zavon Hines
Zavon Hines (27 dicembre 1988) è un ex calciatore giamaicano con cittadinanza inglese, di ruolo attaccante.

## Carriera

### Club
Hines è nato in Giamaica e cresciuto nella East End di Londra. Ha giocato nelle giovanili e nella squadra di riserve del West Ham, prima di essere notato dall'allenatore del Coventry City, Chris Coleman.
Zavon è andato in prova al Bury prima di firmare per il Coventry City il 27 marzo 2008. Si prese il numero 9, e fece la sua prima apparizione nella sconfitta per 3-1 in casa del Plymouth Argyle il 29 marzo. Ha segnato il suo primo gol alla seconda partita il 1º aprile in un pareggio per 1-1 con lo Sheffield Wednesday.
Ha fatto il suo debutto in prima squadra per il West Ham United contro il Macclesfield Town in un match della Coppa di Lega il 27 agosto, segnando un gol. Hines ha saltato gran parte della stagione 2008-2009 per un infortunio al ginocchio, ma ha firmato un nuovo contratto nel marzo del 2009, che lo legherà al West Ham fino all'estate del 2010. Dopo aver giocato le amichevoli dell'estate 2010, Hines ha giocato contro il Liverpool nel mese di settembre. Ha segnato il suo primo gol in campionato con il West Ham, contro l'Aston Villa, il 4 novembre 2009, siglando al 93' la rete decisiva del definitivo 2-1 per gli hammers.
Nella stagione 2011-12 passa al Burnley, dove rimane metà stagione prima di passare in prestito al Bournemouth a causa dello scarso utilizzo.
Nella stagione 2012-13 cambia nuovamente casacca e firma per il Bradford City, in Football League Two, con cui raggiunge la finale di League Cup.

### Nazionale
Il 10 febbraio 2009, Hines è stato chiamato dalla Giamaica per l'amichevole contro la Nigeria. La partita si è conclusa 0-0 e Zavon non ha giocato. Nonostante sia stato selezionato in una squadra giamaicana, il 1º ottobre 2009 è stato chiamato dall'Inghilterra Under-21 per una partita contro i pari età della Macedonia in programma il 9 ottobre 2009. Hines ha giocato nel secondo tempo, subentrando a Theo Walcott, e ha segnato due gol che hanno contribuito alla vittoria finale per 6-3.